# اوراکایوو
اوراکایوو (انگلیسی: Urakayevo) یک شهرک در شهرستان کوگارچینسکی جمهوری باشقیرستان در کشور روسیه است.